# Marian Keyes

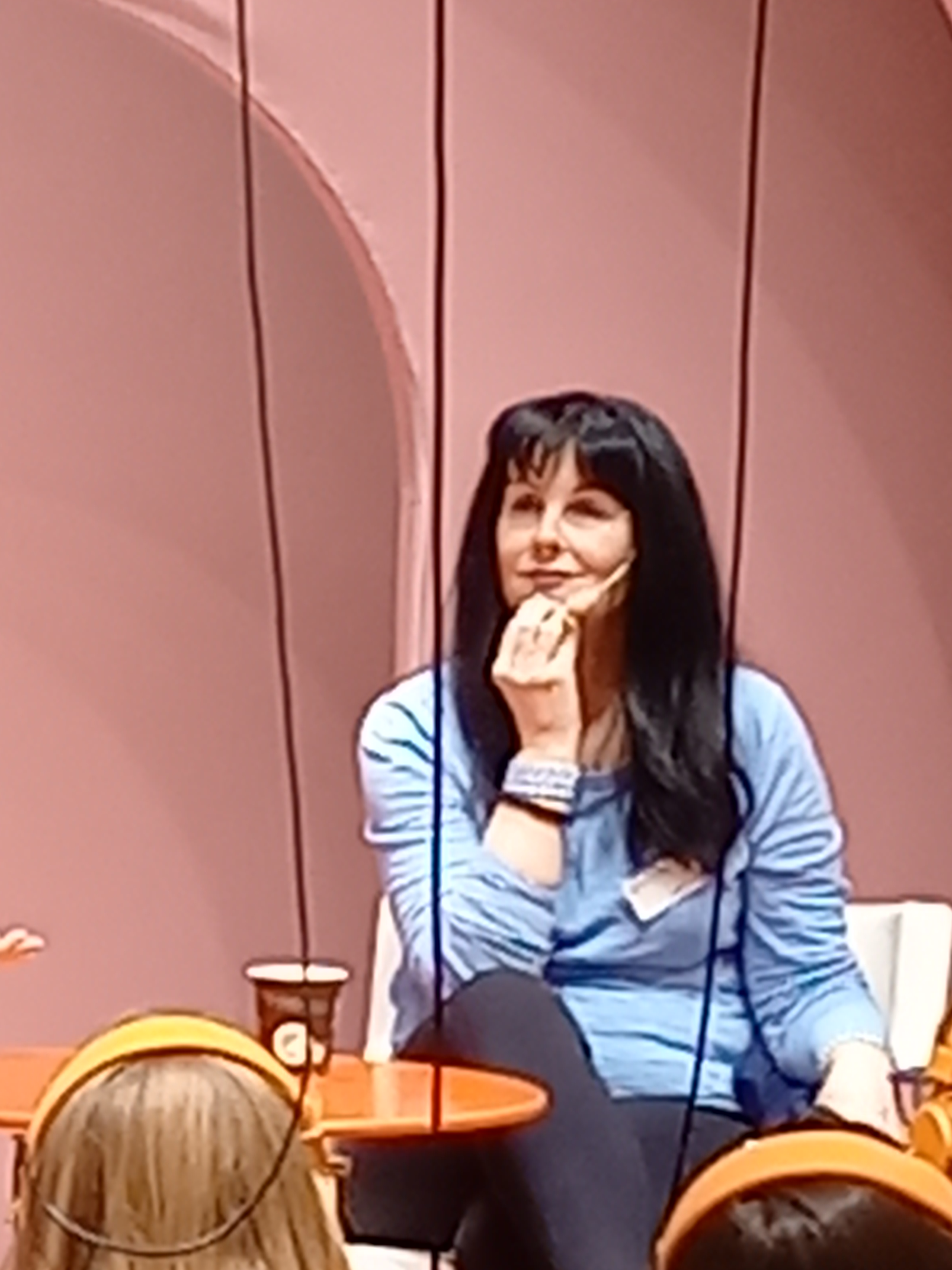
Marian Keyes, 2022

Mary Catherine „Marian“ Keyes (* 10. September 1963 in Limerick, Irland) ist eine irische Autorin. Sie gilt neben Helen Fielding als Mitbegründerin einer neuen Generation von Frauenromanen, die im Englischen pejorativ als Chick lit bezeichnet werden und sich vor allem an junge, berufstätige Single-Frauen richten.

## Leben
Marian Keyes wuchs als ältestes von fünf Kindern in Dublin auf. Sie machte einen Abschluss in Rechtswissenschaften am University College Dublin und ging anschließend nach London, wo sie zunächst als Kellnerin, später als Bürokraft arbeitete. In dieser Zeit begann sie Kurzgeschichten zu schreiben und sandte das Manuskript an einen Verlag mit der (unwahren) Behauptung, sie arbeite auch an einem Roman. Der Verlag wollte keine Kurzgeschichtensammlung einer unbekannten Autorin veröffentlichen, zeigte aber Interesse an dem Roman. Also schrieb Keyes in wenigen Wochen ihren ersten Roman Wassermelone, der ihr Durchbruch als Schriftstellerin war. Nach diesem ersten Erfolg erschienen weitere Romane sowie zwei Kurzgeschichtensammlungen aus ihrer Feder. Ihre Bücher erreichen eine Gesamtauflage von 15 Millionen Exemplaren und wurden in 30 Sprachen übersetzt. Auf ihren Büchern basieren eine Fernsehserie, ein Fernsehfilm sowie ein französischer Kinofilm.
Marian Keyes ist eine trockene Alkoholikerin und verarbeitete dieses Thema in ihren Büchern. Auch hat sie mit Depressionen zu kämpfen, worüber sie freimütig spricht. In ihrem mit Rezepten angereicherten Buch Glück ist backbar (2012) erklärt sie, Backen habe ihr das Leben gerettet. Für Making It Up As I Go Along erhielt Keyes 2016 den Irish Book Award in der Kategorie “Popular Non-Fiction Book of the Year”; für The Break erhielt sie denselben Preis 2017 in der Kategorie „Popular Fiction Book of the Year“.
Sie lebt seit 1997 mit ihrem Mann in Dublin.

## Auszeichnungen
- 2019: Ehrendoktorin der University of Limerick[3]
- 2021: Irish Book Award – Library Association of Ireland Author of the Year[4]
- 2022: Irish Book Award – Popular Fiction Book of the Year: Again, Rachel

## Werke
- 1995 Watermelon
  - Wassermelone, dt. von K. Schatzhauser; Heyne, München 1997, ISBN 3-453-12910-5.
- 1996 Lucy Sullivan Is Getting Married
  - Lucy Sullivan wird heiraten, dt. von K. Schatzhauser; Heyne, München 1998, ISBN 3-453-13846-5.
- 1998 Rachel´s Holiday
  - Rachel im Wunderland, dt. von Susanne Höbel; Heyne, München 1999, ISBN 3-453-15300-6.
- 1999 Last Chance Saloon
  - Pusteblume, dt. von Susanne Höbel; Heyne, München 2000, ISBN 3-453-17310-4.
- 2000 Sushi for Beginners
  - Sushi für Anfänger, dt. von Susanne Höbel; Heyne, München 2001, ISBN 3-453-18594-3.
- 2000 No Dress Rehearsal
- 2001 Under the Duvet
  - Unter der Decke: Stilettos. Filmjobs, Schokodrops, Schreiblust, Reisefrust, Männer, Babys und andere Zwischenfälle, dt. von Bärbel Radke; Heyne, München 2003, ISBN 3-453-86482-4.
- 2002 Angels
  - Auszeit für Engel, dt. von Susanne Höbel; Heyne, München 2003, ISBN 3-453-86857-9.
- 2004 The Other Side of Story
  - Neue Schuhe zum Dessert, dt. von Susanne Höbel; Heyne, München 2004, ISBN 3-453-00017-X.
- 2005 Nothing Bad ever Happens in Tiffany´s
- 2005 Further under the Duvet
  - Pralinen im Bett: Schuhdiebe, Mutterliebe, Seitenhiebe und weitere Tücken des Alltags, dt. von Christine Strüh; Heyne, München 2006, ISBN 3-453-40468-8.
- 2006 Anybody Out There?
  - Erdbeermond, dt. von Susanne Höbel; Heyne, München 2006, ISBN 3-453-02270-X.
- 2007 Cracks In My Foundation: Bags, Trips, Make-up Tips, Charity, Glory and the Darker Side of the Story
- 2008 This Charming Man
  - Märchenprinz, dt. von Susanne Höbel; Heyne, München 2008, ISBN 978-3-453-26586-8.
- 2009 The Brightest Star in the Sky
  - Der hellste Stern am Himmel, dt. von Susanne Höbel; Heyne, München 2010, ISBN 978-3-453-26595-0.
- 2012 Mammy Walsh´s A-Z of the Walsh Family
  - Mammy Walshs kleines ABC der Welsh Familie, dt. von Susanne Höbel; Heyne, München 2013, ISBN 978-3-641-10299-9. (Nur als E-Book erhältlich)
- 2012 Saved by Cake
  - Glück ist backbar: Meine Lieblingsrezepte, dt. von Lisa Kögeböhn; Heyne, München 2012, ISBN 978-3-453-85585-4.
- 2012 The Mystery of Mercy Close
  - Glücksfall, dt. von Susanne Höbel; Heyne, München 2013, ISBN 978-3-453-26711-4.
- 2014 The Woman Who Stole My Life
  - Mittelgroßes Superglück, dt. von Susanne Höbel; Heyne, München 2015, ISBN 978-3-453-26712-1.
- 2016 Making It Up As I Go Along
  - Bin nur schnell Schuhe kaufen...;... komme wieder, wenn das Wichtige vorbei ist, dt. von Susanne Höbel; Heyne, München 2017, ISBN 978-3-453-42161-5. (Teil 1)
- Ich habe keine Macken ...,... das sind Special Effects, dt. von Susanne Höbel, Heyne, München 2018, ISBN 978-3-453-42162-2. (Teil 2)
- 2017 The Break
- 2020 Grown Ups
- 2022 Again, Rachel
- 2022 My Favourite Mistake